# Negeri Sembilan
Negeri Sembilan (ook wel Negri Sembilan, "negen staten" in het Maleis) is een staat in Maleisië. Het ligt aan de westelijke kust van het schiereiland, even ten zuiden van Kuala Lumpur.
De naam komt waarschijnlijk van de negen districten of nagari (Minangkabaus: luak) waar zich Minangkabau uit West-Sumatra, Indonesië vestigden. Minangkabau-invloeden zijn nog steeds duidelijk aanwezig in de traditionele architectuur en het Maleise dialect dat er gesproken wordt.
De Arabische eretitel voor de staat is Darul Khusus ("de speciale (verblijfs)plaats").

## Politiek
In tegenstelling tot de andere koninklijke Maleise staten wordt de heerser in Negeri Sembilan (Yang di-Pertuan Besar) gekozen door de leden van de wetsraad die de vier grootste districten Sungai Ujong, Jelebu, Johol en Rembau leiden.

## Geografie en demografie
Negeri Sembilan grenst aan de staten Selangor in het noordwesten, Pahang in het noorden, Johor in het oosten en Malakka in het zuiden.
De hoofdstad van Negeri Sembilan is Seremban. De koninklijke hoofdstad is Seri Menanti in het Kuala Pilah district. Andere belangrijke steden zijn Port Dickson en Nilai.
De oppervlakte van Negeri Sembilan is 6700 km² en er wonen 1,1 miljoen mensen.

## Bestuurlijke indeling
Negeri Sembilan is onderverdeeld in zeven districten:
- Jelebu
- Jempol
- Kuala Pilah
- Port Dickson
- Rembau
- Seremban
- Tampin